# 菲利普·马泽伊

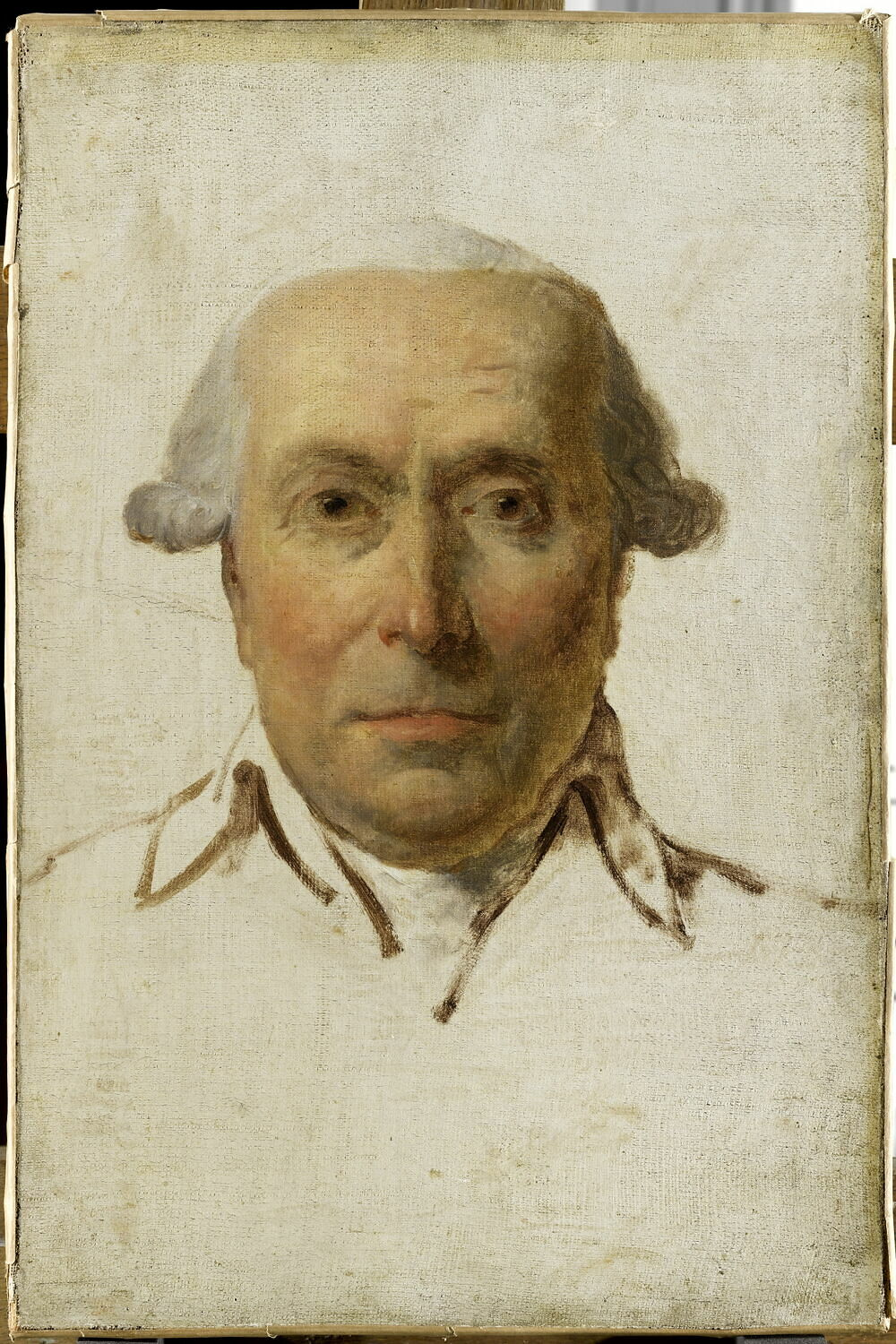
菲利普·马泽伊的肖像画； 作者：雅克-路易·大卫(1790年)

菲利普·马泽伊（義大利語：Filippo Mazzei，義大利語發音：[matˈtsei]，英语：Philip Mazzei，有时被错拼成Philip Mazzie；1730年12月25日—1816年3月19日），意大利医师，商人，作家；美国革命的热心支持者，美国国父杰斐逊的好友。他曾在美国独立战争时期作为中间人，向弗吉尼亚州提供军火。

## 生平
1730年，马泽伊出生于托斯卡纳大公国的波焦阿卡亚诺。 之后，他在佛罗伦萨学习医学，学成后还在意大利全国和中东实习了好几年。1755年，他搬到了伦敦，开始从事进口商业活动，同时还兼任意大利语教师。 在伦敦生活期间，他遇到了来自弗吉尼亚的本杰明·富兰克林和托马斯·杰斐逊。马泽伊向他们提出了将托斯卡纳的特产（葡萄酒和橄榄枝等）引入新大陆的想法。
1773年9月2日，马泽伊从利沃诺出发，带着意大利特色植物、种子、蚕以及来自卢卡的10位农民，坐船来到了弗吉尼亚。他访问了杰斐逊在蒙蒂塞洛的住宅，并得到了杰斐逊赠送的一大片实验性种植园土地，这里在后来成为了弗吉尼亚联邦的第一个商业葡萄生产基地。由于他们的政治思想一致，并且都崇尚自由的价值观，两人很快成为了好朋友。在此之后的很长一段时间，他们一直保持着密切的书信往来。1776年6月，在起草独立宣言时，杰斐逊曾把手稿寄给马泽伊，询问他的意见。
1779年，马泽伊返回意大利，开始为处于美国独立战争中的弗吉尼亚秘密提供武器，并为杰斐逊提供政治和军事情报，一直持续到1783年战争结束。1785年，在短暂停留美国之后，他开始游历欧洲各国，并顺道宣传美国共和党的政治理念。在此期间，他写了一篇关于美国革命政治历史的文章，并于1788年在法国巴黎出版。
1816年，马泽伊与世长辞，遗体被埋葬在了意大利比萨城郊墓园。

## 评价
当听说马泽伊去世时，杰斐逊怀念说:“在这个国家（指新诞生的美国），他受到了人们的尊敬；他是我忠实的合作伙伴，很早就积极热心地投入到美国独立解放事业中......”
1816年，在杰斐逊给友人的回信中，他写道：
|  | 你的信......开头就告诉了我老友马泽伊去世的消息，在此，我深表遗憾。他有一些我们平常人所没有的特质：他诚实、干练、热情、遵从道德与政治原则；能和我保持不断的友谊、能够严格遵守承诺。他在我们这个国家受到了极大的尊敬..... 原文：Your letters ... brought me the first information of the death of my ancient friend Mazzei, which I learn with sincere regret. he had some peculiarities, & who of us has not? but he was of solid worth; honest, able, zealous in sound principles moral & political, constant in friendship, and punctual in all his undertakings. he was greatly esteemed in this country ... |

## 纪念
1980年，美国邮局发行了马泽伊40美分航空邮票，以纪念马泽伊250周年诞辰。

## 扩展阅读
- 美国革命
- 帕特里克·亨利
- 乔治·梅森
- 詹姆斯·门罗
- 美国开国元勋
- 美国独立宣言